# Slag bij Rocky Face Ridge
De Slag bij Rocky Face Ridge vond plaats tussen 7 mei en 13 mei 1864 in Whitfield County, Georgia tijdens de Amerikaanse Burgeroorlog. Het Zuidelijke leger onder leiding van generaal Joseph E. Johnston diende na een succesvolle Noordelijke flankeerbeweging onder leiding van generaal-majoor William T. Sherman de stellingen te evacueren.
Generaal Johnston had zijn leger opgesteld in defensieve stellingen langs de lange en steile Rocky Face Ridge en verder in de Crow Valley. Toen Sherman de stellingen liet verkennen besliste hij om twee colonnes naar voren te sturen om de Zuidelijken bezig te houden terwijl hij een derde colonne via de Snake Creek Gap liet oprukken. Met de derde colonne kon hij de Western and Atlantic Railroad bij Resaca, Georgia aanvallen. Dit was een belangrijke toevoerlijn voor het Zuidelijke leger.
Zoals gepland vielen de eerste twee colonnens de vijandelijke stellingen aan bij Buzzard Roost (Mill Creek Gap) en bij Dug Gap. De derde colonne onder leiding van generaal-majoor James B. McPherson rukte op via Snake Creek Gap. Op 9 mei bereikte hij de buitenwijken van Resaca. Daar botste hij op enkele Zuidelijke eenheden die zich hadden ingegraven. Onzeker over de vijandelijke sterkte trok McPherson zijn colonne terug naar de Snake Creek Gap. Op 10 mei besliste Sherman om met de rest van zijn leger McPherson te hulp te komen om Resaca in te nemen. De volgende morgen vertrok Sherman met zijn leger. Daarop trok Johnston zijn leger terug om Resaca te beschermen.